# Renoncule laineuse
Ranunculus lanuginosus
Espèce
La Renoncule laineuse (Ranunculus lanuginosus) est une espèce de plantes de la famille des Renonculacées.